# 리토메르지체구

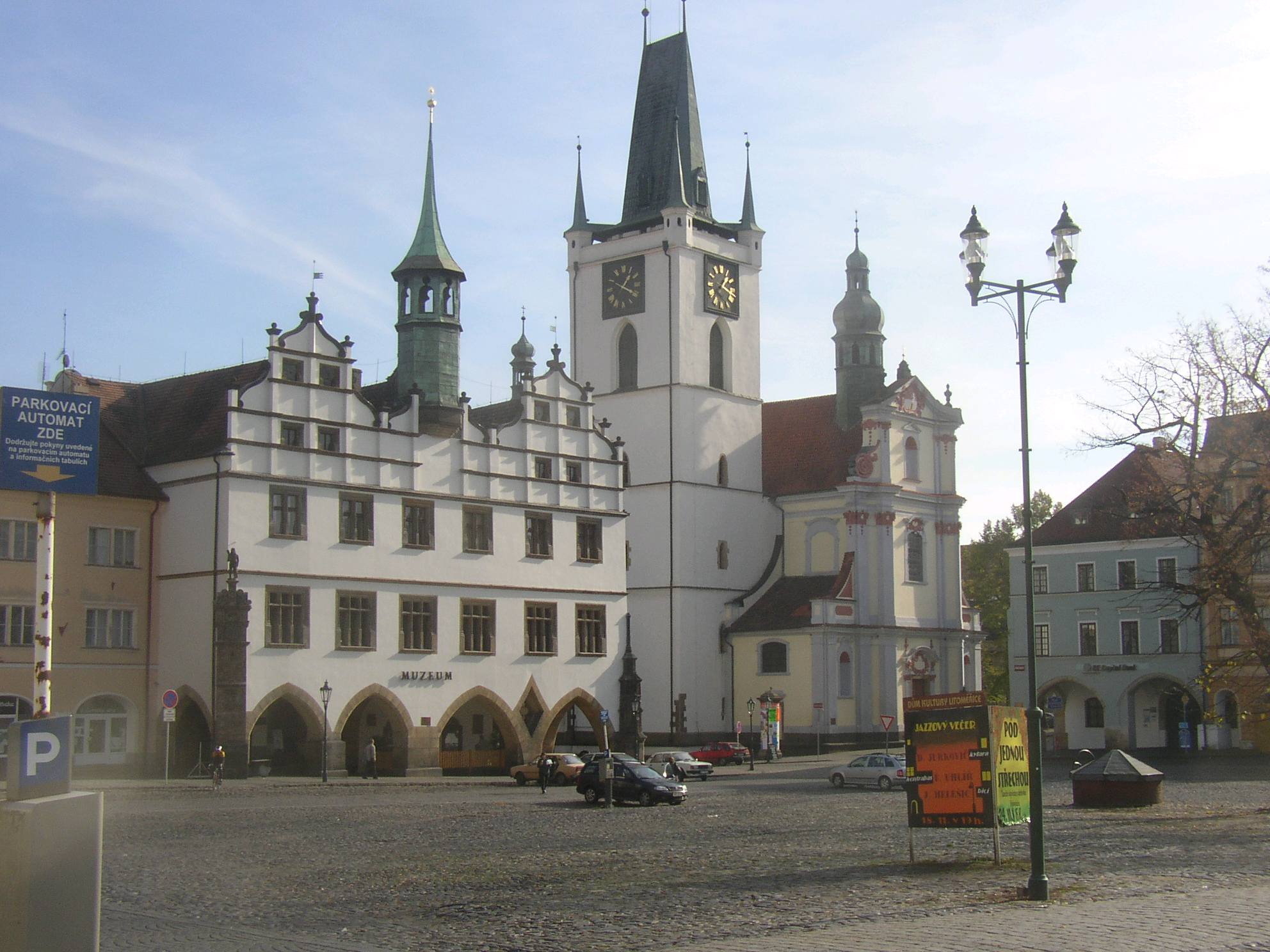
리토메르지체구의 행정 중심지인 리토메르지체에 위치한 구 시청과 모든 성인 교회

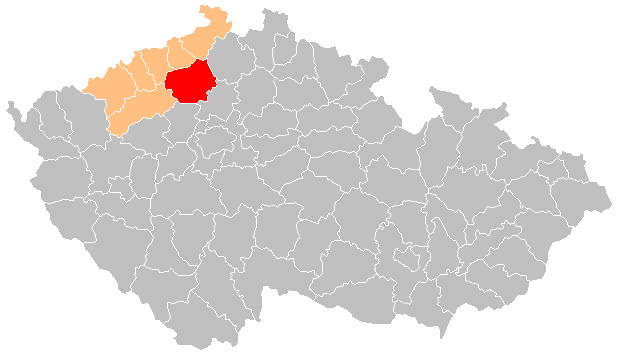
리토메르지체구의 위치

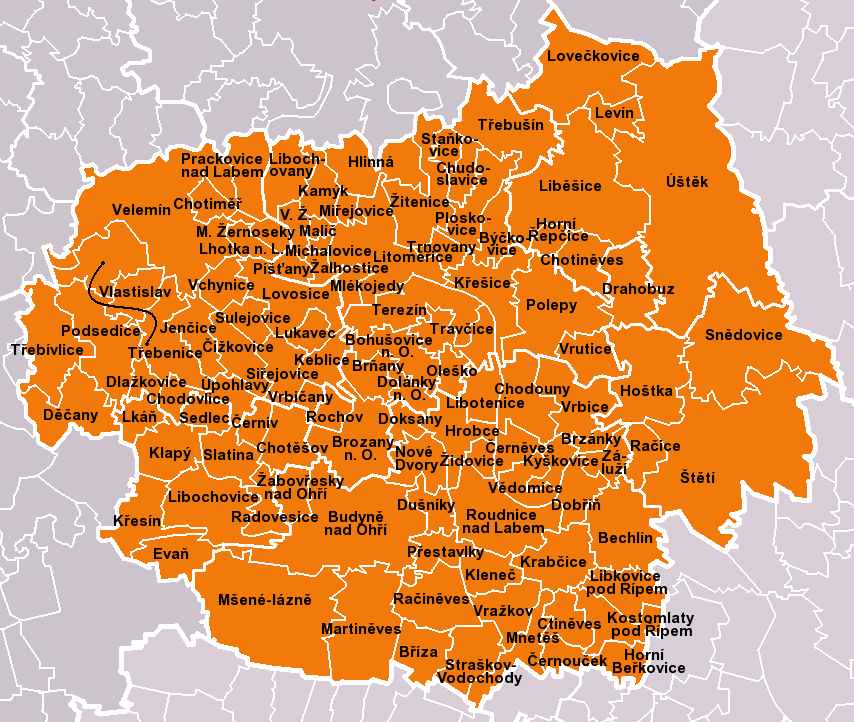
리토메르지체구가 관할하는 지방 자치체

리토메르지체구(체코어: Okres Litoměřice)는 체코 우스티주를 구성하는 7개 구 가운데 하나로 행정 중심지는 리토메르지체이며 면적은 1,032.16km2, 인구는 119,655명(2019년 1월 1일 기준), 인구 밀도는 120명/km2이다.
우스티주 동부에 위치하며 105개 지방 자치체(13개 시, 92개 마을)를 관할한다. 우스티주 로우니구, 테플리체구, 우스티나트라벰구, 데친구, 리베레츠주 체스카리파구, 중앙보헤미아주 멜니크구, 클라드노구와 접한다.